# Африканский малый перепелятник
Африканский малый перепелятник (лат. Tachyspiza minullus) — вид птиц семейства ястребиных (Accipitridae). Обитает в Африке; встречается в Анголе, Ботсване, Бурунди, ДР Конго, Эритреи, Эфиопии, Кении, Лесото, Малави, Мали, Мозамбике, Намибии, Руанде, Сомали, Южной Африке, Судане, Эсватини, Танзании, Уганде, Зимбабве, Египте и Замбии. Птица длиной 23—25 см. Предпочитает открытую лесную местность. Голос: самец издаёт громкое «кик-кик-кик-кик», самка же издаёт более короткое «ке-ке-ке».

## Описание
У представителей данного вида присутствует половой диморфизм. У самца верхняя часть тела темно-серая, которая может казаться почти чёрной, этот цвет распространяется на щёки, контрастируя с белым горлом. Самки в целом более коричневые в верхней части тела. Молодые особи также более коричневые, с бледными кончиками перьев в верхней части тела. У взрослых особей ноги длинные. Пальцы также длинные, они жёлтого цвета. Размах крыльев — 39—50 см. Масса самца — 74—85 г, самки — 68—105 г.

## Среда обитания
Африканский малый перепелятник — лесная птица, которую можно встретить на участках леса и на тех участках, что заросли кустарниками, как правило, вдоль речных долин. В более засушливых районах его можно найти на открытых участках, таких как финбош и пастбища.

## Размножение
Африканский малый перепелятник моногамнен. Самка берет на себя бо́льшую часть ответственности за строительство гнезда, сооружая небольшую платформу из палочек с тонкой подкладкой из листьев. В южной части Африки от одного до трех яиц откладывается с сентября по декабрь. Яйца насиживают как самец, так и самка в течение примерно 31—32 дней, хотя самка будет выполнять не менее трех четвертей инкубации. Самец регулярно приносит пищу высиживающей самке. В других частях Африки размножение было зарегистрировано с марта по апрель в (северо-восточной части Африки) и с октября по ноябрь (в западной Кении).

## Питание
Основная добыча — мелкие птицы размером до дрозда или голубя . Также он ловит летучих мышей. Часть добычи он получает на земле, например лягушек, ящериц и грызунов.